# Sharur Vardanyan
Sharur Vardanyan (ur. 4 kwietnia 1988) – szwedzki zapaśnik walczący w stylu klasycznym. Zajął piętnaste miejsce na mistrzostwach świata w 2013. Brązowy medalista mistrzostw Europy w 2009. Szósty w Pucharze Świata w 2015. Dwa razy na podium mistrzostw nordyckich w latach 2007 – 2011.
Bratanek zapaśnika Ara Abrahamiana.